# بلریو اس.۵۱۰
بلریو اس. ۵۱۰ (به انگلیسی: Blériot-SPAD_S.510) یک هواگرد از نوع جنگنده ساخت شرکت Blériot-SPAD است. هواگرد بلریو اس. ۵۱۰ نخستین پروازش را در ۶ ژانویه ۱۹۳۳ میلادی انجام داد. این هواگرد در سال ۱۹۳۶ میلادی رسماً معرفی گردید. در مجموع، تعداد ۶۱ فروند از این هواگرد ساخته شده‌است.
طراح این هواگرد، André Herbemont بود.